# Bellardia variola
Bellardia variola är en tvåvingeart som beskrevs av Chen 1979. Bellardia variola ingår i släktet Bellardia och familjen spyflugor. Inga underarter finns listade i Catalogue of Life.